# 張同
張同（1428年—？），字祖年，江西吉安府永新縣人，明朝政治人物。同進士出身。

## 生平
江西鄉試第三十三名。天順四年（1460年）庚辰科會試第三十二名，殿試登進士第三甲第四十七名。天順七年十二月（1464年）擢南京主事。

## 家族
曾祖父張節用。祖父張浩然。父亲張汝翼。